# (4282) Endate
Pour les articles homonymes, voir Endate.
(4282) Endate est un astéroïde de la ceinture principale.

## Description
(4282) Endate est un astéroïde de la ceinture principale. Il fut découvert le 28 octobre 1987 à Kushiro par Seiji Ueda et Hiroshi Kaneda. Il présente une orbite caractérisée par un demi-grand axe de 2,39 UA, une excentricité de 0,15 et une inclinaison de 2,7° par rapport à l'écliptique.

## Compléments